# Олігономія
Олігономія — ситуація на ринку, коли ринок контролюється одночасно і декількома продавцями і декількома покупцями.
Ціллю більшості злиттів компаній було створення олігономій: вони захищені від циклічних коливань, оскільки можуть регулювати і затрати, і ціни. Дрібні компанії, які працюють на такому ринку, можуть вибирати одне із трьох: стати більшими за рахунок тих же злиттів; розробити унікальну технологію, і стати незамінною; продавати товар напряму через Інтернет.